# آناستازیا سیمانوویچ
آناستازیا سیمانوویچ (روسی: Анастасия Дмитриевна Симанович؛ زادهٔ ۲۳ ژانویهٔ ۱۹۹۵) ورزشکار واترپلو اهل روسیه است.
وی در مسابقات کشوری و بین‌المللی در مجموع برندهٔ ۱ مدال نقره، ۲ مدال برنز شده‌است.